# SoFo

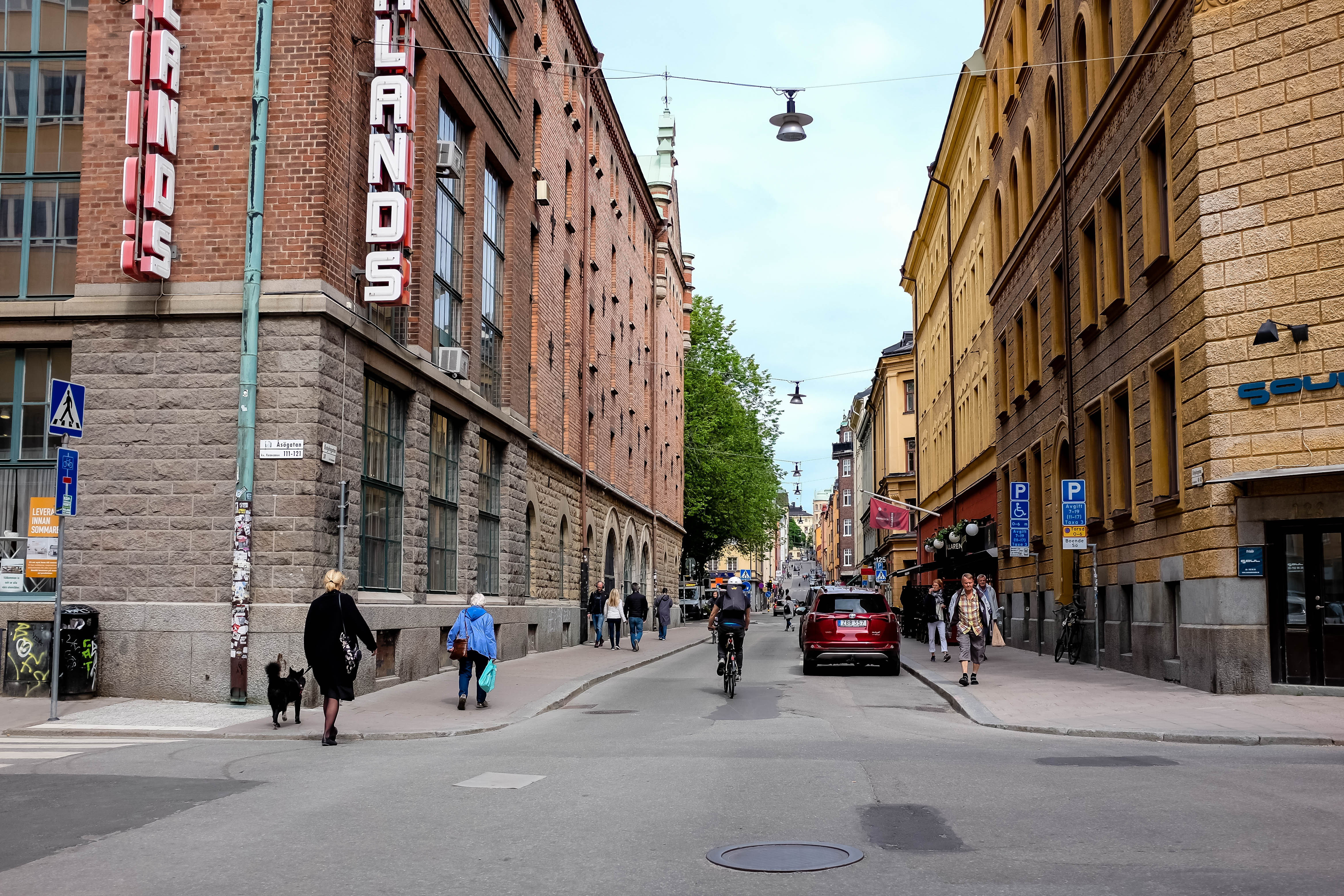
SoFo, Södermalm, Stockholm (2019)

SoFo ist die Bezeichnung für einen Teil des Stadtteils Södermalm in Stockholm. 
Der Name ist ein Akronym aus South of Folkungagatan. Als Vorbild für die Bezeichnung kann der Ortsteil SoHo in New York genannt werden. SoFo ist im Norden durch die Folkungagatan, im Osten durch Erstagatan, im Westen durch die Götgatan und im Süden durch den Ringvägen begrenzt.
Der Name SoFo ist beim schwedischen Patentamt Patent- och registreringsverket als nationale Marke eingetragen.
Mit den öffentlichen Verkehrsmitteln (SL) ist SoFo über die U-Bahn-Stationen Medborgarplatsen und Skanstull sowie die Buslinien 2 und 3 erreichbar.